# 芭比之十二芭蕾舞公主
《芭比之十二芭蕾舞公主》（英語：Barbie in the 12 Dancing Princesses）是環球影業於2006年9月19日以DVD的形式發售的錄影帶首映動畫作品。該作為芭比動畫系列的第9部電影，改編自格林兄弟的《十二個跳舞的公主》。芭比在此次影片中飾演潔妮薇公主，片中的芭蕾舞由紐約市芭蕾舞團負責編舞，是第一部由環球影業發行的芭比電影。在2006年10月14日的Billboard中，《芭比之十二芭蕾舞公主》首次登上DVD銷量排行榜的第一名。片尾曲〈Shine〉被提名為2007年艾美獎。
台灣於2006年11月2日由曼迪傳播代理發行DVD。2006年12月28日由時代娛樂股份有限公司代理發行VCD。之後於2014年5月14日由傳訊時代多媒體股份有限公司再版發行DVD。得利影視股份有限公司的發行日期不明。
香港於2006年10月4日首發DVD，2008年2月19日發行VCD，由洲立影視有限公司代理發行。
中国大陆由中国录音录像出版总社出版，中录华纳家庭娱乐有限公司发行DVD和VCD。之后又由新汇集团上海声像出版社有限公司再版发行DVD。

## 劇情
年邁的藍道夫國王有十二個美麗的女兒，這十二個公主特別喜歡跳舞和唱歌，各有各的性格和特長。但是藍道夫國王并不了解她們，對她們寄予了將來統治王國的重任，希望她們能多學習公主的禮儀和皇室規矩。於是藍道夫國王就把她的表妹蘿文娜女公爵請到皇宮，讓她來教導他的十二個女兒。令公主們沒想到的是蘿文娜女公爵對她們的要求十分嚴格苛刻，并禁止她們唱歌跳舞，任何行動都必須得遵循蘿文娜女公爵的安排來執行，珍妮花試圖和她們的父王談談，但是失敗了。直到有一次，她們發現了她們已經過世的母親伊莎貝拉皇后遺留給她們的十二本童話書，并發現她們臥室地板上的花朵圖案與童話書封面上的圖案一樣，於是珍妮花按照她們姐妹的順序在地板的圖案上跳起了舞步，結果地板變成了通往另一個世界的大門，這個世界曾是她們母親去過的地方。她們來到這個奇妙的世界，發現這裡的一切都是黃金白銀製造的，她們乘船來到湖上的黃金庭院里開心地跳起了舞，無論她們需要音樂還是需要舞伴，在這裡什麼願望她們都能實現。然而她們晚上偷偷溜出去跳舞的事被蘿文娜女公爵給發現了，並在公主們晚上睡覺的時候，派她的手下戴雷蒙守在門口，不讓她們外出。可公主們不會放棄自己的快樂時光，每天晚上她們都會去那個奇妙的世界里跳舞。在此期間，蘿文娜女公爵試圖弒君篡位，用伊莎貝拉皇后的銀杯子作為交換從藥劑師法畢安那裡得到了慢性毒藥，並在藍道夫國王的茶里下毒，因此國王病倒在床，身體一天不如一天，就連醫生開給他的恢復藥劑也被蘿文娜女公爵給倒掉了。在一次偶然，珍妮花察覺到了蘿文娜女公爵的意圖，并讓皇家鞋匠的德力克去幫她調查法畢安和蘿文娜女公爵在做什麼交易。於是德力克找到了法畢安，在得知了真相后，他用自己的馬換回了伊莎貝拉皇后的銀杯子。另一方面，蘿文娜女公爵質問公主們晚上去了哪裡，公主們告訴了她真相，她卻認為公主們在撒謊欺騙她，於是她把公主們當成了傭人，讓她們白天去打掃皇宮，還要清洗馬廄。十二個公主為了擺脫蘿文娜女公爵的欺壓，她們逃到奇妙的世界里盡情地跳舞。心懷不軌的蘿文娜女公爵讓藍道夫國王在他病情恢復前將王位交給她，讓她代為打理王國。當德力克回到皇宮打算將他調查的事告訴珍妮花的時候，發現十二個公主竟然都神秘失蹤了。
德力克偷偷潛入皇宮，來到了公主們的臥室，並在地板的每個花朵圖案上發現了公主們的鞋油，於是他按照公主們的順序在圖案上踏起舞步，打開了通往奇妙世界的大門，然而這一幕被躲在一旁的阿布猴給看見了，并報告給了蘿文娜女公爵。德力克在奇妙世界找到了十二個公主，並將他調查的事都告訴了她們。與此同時，蘿文娜女公爵在阿布猴的帶領下，也來到了這個世界，還從這里拔走了兩株能夠實現願望的魔法黃金百合。為了讓十二個公主永遠被困在那個世界里，她命令戴雷蒙將公主臥室裡的地板圖案給全部砸毀了。公主們為了拯救她們的父王，她們願意回去面對自己應盡的責任，但是她們發現能夠回去的通道全都消失了，她們希望能找到回去的路，於是黃金百合的魔法在地板上現出了花朵的圖案，珍妮花和德力克在地板圖案上跳起雙人舞打开了回去的大门，其他公主也跟着跳着芭蕾一起返回到了皇宫。回到皇宫后，她們發現蘿文娜女公爵竟然成為了女王，到處都是她的守衛，於是公主們齊心協力，各自發揮自己的特長，成功制服了守衛。同時，蘿文娜女公爵在奄奄一息的藍道夫國王面前暴露了自己的真面目，珍妮花和德力克及時趕到，蘿文娜女公爵使用黃金百合的魔法命令一旁的騎士盔甲抓住他們，珍妮花和德力克打敗了騎士盔甲，正當他們要對付蘿文娜女公爵的時候，戴雷蒙抓住了一個小公主，并以她來威脅珍妮花和德力克。於是得意洋洋的蘿文娜女公爵再次使用黃金百合的魔法命令珍妮花永遠跳舞，珍妮花隨即拿出扇子將黃金百合的魔法扇了回去，讓蘿文娜女公爵中了魔法開始跳起舞來，魔法也讓戴雷蒙跟着她永遠跳下去。隨後小公主用她在奇妙世界里得到的治療泉水給奄奄一息的藍道夫國王喝下，國王頓時恢復了臉色，病情好轉起來，并把珍妮花嫁給了德力克。

## 配音員
| 角色                        | 英語原聲          | 國語配音                      | 國語配音                      | 國語配音                      |
| 角色                        | 英語原聲          | 中国大陆                      | 台湾                          | 广东话                        |
| --------------------------- | ----------------- | ----------------------------- | ----------------------------- | ----------------------------- |
| 潔妮薇（Genevieve）         | 凱莉·謝里丹       | 司徒影（對白） 高少华（唱歌） | 李直平（對白） 蕭蔓萱（唱歌） | 潘芳芳（對白） 高少華（唱歌） |
| 蘿文娜（Rowena）            | 凯瑟琳·奥哈拉     | 李俊英                        | 孫若瑜                        | 郭碧珍                        |
| 亞斯蘭（Ashlyn）            | 妮可·奧利佛       | 李霞                          | 姚敏敏                        | 陳曉華                        |
| 貝兒（Blair）               | 詹妮弗·科平       | 鍾薇                          | 郭馨雅                        | 賴曉珊                        |
| 可妮（Courtney）            | 拉莱妮娅·林贝赫格 | 赵冰冰                        | 李悅寧                        | 柯嘉琪                        |
| 黛莉亞（Delia）             | 凱斯琳·巴爾       | 于珊珊                        | 許雲雲                        | 郭碧珍                        |
| 艾德玲（Edeline）           | 恰拉·赞尼         | 刘爽                          | 龍顯蕙                        | 譚美琼                        |
| 菲靈（Fallon）              | 艾德丽安·卡特     | 郑莉                          | 錢欣郁                        | 麥智鈞                        |
| 海麗（Hadley）              | 艾希莉·波爾       | 胡晓丽                        | 楊小黎                        | 林寶怡                        |
| 愛菈（Isla）                | 艾希莉·波爾       | 胡晓丽                        | 薛晴                          | 林寶怡                        |
| 潔娜莎（Janessa）           | 布里特·馬克奇利普 | 李靖熙                        | 吳涵芸                        | 許正宜                        |
| 凱瑟琳（Kathleen）          | 馬迪·卡布兹       | 马彩琳                        | 吳欣澐                        | 鐘芯豫                        |
| 蕾希（Lacey）               | 尚塔尔·斯特兰德   | 金亮亮                        | 陳妤                          | 李明欣                        |
| 德力克（Derek）             | 肖恩·麦克唐纳     | 王新然                        | 于正昌                        | 盧家煒                        |
| 藍道夫國王（King Randolph） | 克里斯托弗·賈茲   | 赵威                          | 宋克軍                        | 關信培                        |
| 阿布猴（Brutus）            | 彼得·科拉米斯     | 林洋                          | 劉鵬傑                        | 李建良                        |
| 蒂蒂（Twyla）               | 妮可·奧利佛       | 周莹                          | 林美秀                        | 黃紫嫻                        |
| 阿菲（Felix）               | 彼得·科拉米斯     | 李宗强                        | 夏治世                        | 古明華                        |
| 戴雷蒙（Desmond）           | 葛雷·查克         | 李宗强                        | 陳國偉                        | 古明華                        |
| 管家（Royal Butler）        | 馬克·奧利佛       | 张立昆                        | 陳宗岳                        | 高翰文                        |
| 大使（Ambassador）          | 乔纳森·霍姆斯     | 张立昆                        | 陳宗岳                        | 高翰文                        |
| 法畢安（Fabian）            | 馬克·奧利佛       | 蔡济生                        | 孫誠                          | 龍天生                        |
| 醫生（Royal Doctor）        | 大衛·凱伊         | 林洋                          | 孫誠                          | 周志輝                        |
| 警衛1（Sentry #1）          | 馬克·奧利佛       | 赵威                          | 陳國偉                        | 鄧世昌                        |
| 警衛2（Sentry #2）          | 大衛·凱伊         | -                             | 劉鵬傑                        | 李建良                        |
| 警衛4（Sentry #4）          | 彼得·科拉米斯     | -                             | 夏治世                        | 龍天生                        |

## 歌曲
- 《芭比之十二芭蕾舞公主》主題曲[10]
- John Playford的Argeers[11]
- William Byrd的Sacerdotes Domini[12]
- 孟德爾頌的仲夏夜之夢-夜曲
- 孟德爾頌的仲夏夜之夢-Fairies' March
- 孟德爾頌《第四交響曲的〈第一樂章〉》
- 孟德爾頌《第四交響曲的〈第三樂章〉》
- 孟德爾頌《第五交響曲的〈第二樂章〉》
- 孟德爾頌《第四交響曲》

片尾曲
- Shine 演唱：Cassidy Ladden

## 配音譯製人員
中国大陆國語版工作人員
- 翻译：黄国新
- 导配：蔡济生
- 唱歌导演：陶赞新
- 混音：黎志雄
- 统筹：关惠霞
- 录制：创声配音制作有限公司

廣東話版工作人員
- 翻譯：黃國新
- 導配：謝月美
- 唱歌導演：陶贊新
- 混音：黎志雄
- 統籌：關惠霞
- 錄製：創聲配音製作有限公司

台灣國語版工作人員
- 翻譯：林伶倩
- 聲音導演：孫世憶
- 混音師：黃年永
- 技術總監：陳國偉
- 錄製：偉憶數位科技股份有限公司

## 備註
1. 1 2  依照芭比系列電影上映次序。

## 資料來源
1. ↑  . IMDb. 2022-01-20  [2022-01-20]. （原始内容存档于2022-01-20） （英语）.
2. ↑  . Cinema Sight by Wesley Lovell. 2020-05-31  [2021-03-02]. （原始内容存档于2021-04-24） （英语）.
3. ↑  . IMDb.   [2021-03-02]. （原始内容存档于2019-06-17） （英语）.
4. ↑  . 2022-01-20  [2022-01-20]. （原始内容存档于2022-01-20）.
5. ↑  . 2022-01-20  [2022-01-20]. （原始内容存档于2022-01-20）.
6. ↑  . 2022-01-20  [2022-01-20]. （原始内容存档于2022-01-20）.
7. ↑  . 2022-01-20  [2022-01-20]. （原始内容存档于2022-01-20）.
8. ↑  . 2022-01-20  [2022-01-20]. （原始内容存档于2022-01-20）.
9. ↑  . 2022-01-20  [2022-01-20]. （原始内容存档于2022-01-20）.
10. ↑  ,   [2021-03-02], （原始内容存档于2021-03-16） （英语）
11. ↑  ,   [2021-04-02], （原始内容存档于2020-11-01） （英语）
12. ↑  ,   [2021-03-17] （英语）

## 外部連結
- 芭比之十二芭蕾舞公主 Barbie In The 12 Dancing Princesses (DVD) （页面存档备份，存于） - 傳訊時代多媒體（繁體中文）
- 芭比之十二芭蕾舞公主 （页面存档备份，存于） - 環球影業家庭娛樂（英文）
- 互联网电影数据库（IMDb）上《芭比之十二芭蕾舞公主》的资料（英文）
- 豆瓣电影上《芭比之十二芭蕾舞公主》的資料 （简体中文）
- AllMovie上《芭比之十二芭蕾舞公主》的资料（英文）
- 爛番茄上《芭比之十二芭蕾舞公主》的資料（英文）